# Pen Argyl, Pennsylvania
Pen Argyl là một thị trấn thuộc quận Northampton, tiểu bang Pennsylvania, Hoa Kỳ. Năm 2010, dân số của thị trấn này là 3595 người.